# Matti Moosa
Matti Moosa (geb. 1924 in Mossul, Irak; gest. 30. Dezember 2014 in Erie, Pennsylvania) war ein irakisch-amerikanischer Historiker und Literaturwissenschaftler. 

## Leben und Wirken
Matti Moosa wurde 1924 in Mossul im Königreich Irak, geboren. Er war ein Mitglied der Syrisch-Orthodoxen Kirche von Antiochien, in die er geboren wurde und in der er aufwuchs. Er war auch zum Diakon ordiniert. Seit 1960 lebte er in den Vereinigten Staaten und wurde 1965 US-Bürger. Er erwarb im Irak einen Abschluss von der Baghdad Law School, ein United Nations Diploma of Merit von der University of Wales in Swansea, dann einen M.A. und einen Ph.D. in Middle Eastern History and Culture von der Columbia University in New York, N.Y.
Er lehrte als Professor für Geschichte und Comparative Religions an der Gannon University, einer privaten katholischen Universität in Erie, Pennsylvania. Zu seinen Arbeitsschwerpunkten zählten die Arabische Literatur und die Geschichte des Nahen Ostens. Er starb am 30. Dezember 2014.

## Publikationen (Auswahl)
- Studies in Syriac literature. (Muslim World, Volume 58, 1968)
- Hameed, Hakim Abdul (ed.); Matti I. Moosa: "The Diwan of Umar ibn Al-Khattab", in: Studies in Islam, Vol. 2, No. 2 - 4, 1965. Quarterly Journal of Indian Institute of Islamic Studies. New Delhi: Indian Institute of Islamic Studies, 1964
- Gibran in Paris. Yusuf Huwayyik ; translated and with an introd. by Matti Moosa. New York 1976
- The Maronites in History. Syracuse, N.Y. : Syracuse Univ. Press, 1986
- Extremist Shiites: The Ghulat sects. Syracuse, NY : Syracuse Univ. Pr., 1988
- The Crusades : Conflict between Christendom and Islam. Piscataway, NJ : Gorgias Press, 2008
- The scattered pearls : a history of Syriac literature and sciences. / Mor Ignatius Ephrem Barsaum. 2., rev. ed. - Piscataway, NJ : Gorgias Press, 2003
- The early novels of Naguib Mahfouz : images of modern Egypt. Gainesville, FL [u. a.] : Univ. Press of Florida, 1995
- The origins of modern Arabic fiction. Washington, D.C. : Three Continents Pr., 1983 *
- The Christians Under Turkish Rule